# Kirenga
Kirenga (russisk: Киренга) er en flod i Irkutsk oblast i Rusland. Den er en biflod fra højre til Lena, og er 746 km lang, med et afvandingsområde på 46.600 km². Den har sit udspring i Bajkalbjergene 6 km vest for Bajkalsøen, og kun 20-30 km nord for Lenas udspring. Kirenga er islagt fra begyndelsen af november til slutningen af april. De vigtigste bifloder er Ulkan, Minja og Khanda. Byen Kirensk ligger ved flodens munding.
57°46′08″N 108°07′48″Ø / 57.7689°N 108.13°Ø